# Кита-ку
Кита-ку (јап. 北区) Kita-ku је градска четврт града Кумамото, Јапан. Име ове четврти буквално значи "северна четврт" и граничи се са четвртима Ниши-ку, Чуо-ку, Хигаши-ку, као и варошима Гјокуто и Кикујо и градовима Јамага, Кикучи и Коши. По попису из 2012. године у четврти је живело 140.684 становника на површини од 115,65 км².